# Radiodiscus coppingers
Radiodiscus coppingers é uma espécie de gastrópode  da família Charopidae.
Pode ser encontrada nos seguintes países: Argentina, Brasil e Chile.